# Kalafati
Kalafati (izvirno srbsko Калафати) je naselje v Srbiji, ki upravno spada pod Občino Priboj; slednja pa je del Zlatiborskega upravnega okraja.

## Demografija
V naselju živi 200 polnoletnih prebivalcev, pri čemer je njihova povprečna starost 36,7 let (36,4 pri moških in 36,9 pri ženskah). Naselje ima 94 gospodinjstev, pri čemer je povprečno število članov na gospodinjstvo 2,90.
|  |

| Demografija | Demografija     | Demografija     |
| Leto        | Št. prebivalcev | Št. prebivalcev |
| ----------- | --------------- | --------------- |
|             |                 |                 |
|             |                 |                 |
|             |                 |                 |
|             |                 |                 |
| 1948        | 366             |                 |
| 1953        | 422             |                 |
| 1961        | 459             |                 |
| 1971        | 557             |                 |
| 1981        | 501             |                 |
| 1991        | 443             | 443             |
| 2002        | 389             | 273             |
|             |                 |                 |

| Etnična sestava po popisu iz leta 2002 | Etnična sestava po popisu iz leta 2002 | Etnična sestava po popisu iz leta 2002 | Etnična sestava po popisu iz leta 2002 | Etnična sestava po popisu iz leta 2002 |
| -------------------------------------- | -------------------------------------- | -------------------------------------- | -------------------------------------- | -------------------------------------- |
| Bošnjaki                               | Bošnjaki                               |                                        | 269                                    | 98,53%                                 |
| Srbi                                   | Srbi                                   |                                        | 1                                      | 0,36%                                  |
| Muslimani                              | Muslimani                              |                                        | 1                                      | 0,36%                                  |
| Albanci                                | Albanci                                |                                        | 1                                      | 0,36%                                  |
| Jugoslovani                            | Jugoslovani                            |                                        | 1                                      | 0,36%                                  |
| Neznano                                | Neznano                                |                                        | 0                                      | 0,0%                                   |